# Lukas Grüner
Lukas Grüner (* 18. Oktober 1981 in Zams) ist ein ehemaliger österreichischer Snowboarder.

## Werdegang
Grüner, der für den Skiclub Sölden startete, fuhr im Januar 1997 in Lenggries erstmals im Snowboard-Weltcup und belegte dabei den 68. Platz im Riesenslalom. Im folgenden Monat holte er bei den Juniorenweltmeisterschaften im Corno alle Scale die Goldmedaille im Riesenslalom. In den folgenden Jahren gewann er bei den Juniorenweltmeisterschaften 1998 in Chamrousse er die Bronzemedaille im Riesenslalom und bei den Juniorenweltmeisterschaften 2000 in Berchtesgaden die Bronzemedaille im Parallel-Riesenslalom. Zudem wurde er bei den Juniorenweltmeisterschaften 1999 auf der Seiser Alm Neunter im Parallel-Riesenslalom. Ende März 2000 siegte er bei den österreichischen Meisterschaften im Riesenslalom. In der Saison 2000/01 kam er im Weltcup siebenmal unter die ersten Zehn und errang damit den 25. Platz im Gesamtweltcup. Dabei erreichte er mit Platz zwei im Snowboardcross in Morzine seine erste Podestplatzierung im Weltcup. Bei den Juniorenweltmeisterschaften 2001 in Nassfeld holte er im Parallel-Riesenslalom sowie im Parallelslalom jeweils die Goldmedaille. Beim Saisonhöhepunkt, den Snowboard-Weltmeisterschaften 2001 in Madonna di Campiglio, wurde er Siebter im Snowboardcross und Vierter im Parallelslalom. In der Saison 2001/02 errang er mit acht Top-Zehn-Platzierungen, darunter Platz drei im Riesenslalom in Bardonecchia, den 15. Platz im Snowboardcross-Weltcup und den sechsten Platz im Parallel-Weltcup. Zu Beginn der Saison 2002/03 holte er im Parallel-Riesenslalom in Valle Nevado seinen ersten Weltcupsieg. Im weiteren Saisonverlauf errang er vier Top-Zehn-Ergebnisse, darunter Platz zwei im Snowboardcross in Bad Gastein und wurde damit Zehnter im Snowboardcross-Weltcup sowie Dritter im Gesamtweltcup. Beim Saisonhöhepunkt, den Snowboard-Weltmeisterschaften 2003 am Kreischberg, fuhr er auf den 29. Platz im Snowboardcross. 
In der Saison 2003/04 kam Grüner auf den siebten Platz im Gesamtweltcup. Dabei wurde er im Snowboardcross in Berchtesgaden Zweiter. Nachdem er in der Saison 2004/05 ausschließlich Platzierungen im Mittelfeld sowie bei den Snowboard-Weltmeisterschaften 2005 in Whistler den 13. Platz im Snowboardcross belegte, holte er zu Beginn der Saison 2005/06 im Snowboardcross in Valle Nevado seinen zweiten und damit letzten Weltcupsieg. Im weiteren Saisonverlauf kam er viermal unter die ersten Zehn und errang damit den 17. Platz im Gesamtweltcup sowie den siebten Platz im Parallel-Weltcup. Bei seiner ersten Olympiateilnahme im Februar 2006 in Turin fuhr er auf den 19. Platz im Snowboardcross. In den folgenden Jahren errang er im Weltcup meist Platzierungen im Mittelfeld. Einzig im Februar 2008 in Leysin mit Platz drei und im Februar 2009 im Sunday River mit Rang zwei je im Snowboardcross kam er nochmals aufs Podest. Bei den Snowboard-Weltmeisterschaften 2007 in Arosa fuhr er auf den 19. Platz im Parallel-Riesenslalom sowie auf den 13. Rang im Snowboardcross und bei den Snowboard-Weltmeisterschaften 2009 in Gangwon auf den achten Platz im Snowboardcross. Zudem wurde er im Jahr 2007 österreichischer Meister im Snowboardcross und im Jahr 2008 im Parallelslalom. In seiner letzten aktiven Saison 2009/10 errang er bei den Olympischen Winterspielen 2010 in Vancouver den sechsten Platz im Snowboardcross und bei seinem letzten Weltcup in La Molina den fünften Platz im Snowboardcross.

## Teilnahmen an Weltmeisterschaften und Olympischen Winterspielen

### Olympische Winterspiele
- 2006 Turin: 19. Platz Snowboardcross
- 2010 Vancouver: 6. Platz Snowboardcross

### Snowboard-Weltmeisterschaften
- 2001 Madonna di Campiglio: 4. Platz Riesenslalom, 7. Platz Snowboardcross
- 2003 Kreischberg: 29. Platz Snowboardcross
- 2005 Whistler: 13. Platz Snowboardcross
- 2007 Arosa: 13. Platz Snowboardcross, 19. Platz Parallel-Riesenslalom
- 2009 Gangwon: 8. Platz Snowboardcross

## Weltcupsiege und Weltcup-Gesamtplatzierungen

### Weltcupsiege
| Nr. | Datum              | Ort          | Disziplin             |
| --- | ------------------ | ------------ | --------------------- |
| 1.  | 15. September 2002 | Valle Nevado | Parallel-Riesenslalom |
| 2.  | 18. September 2005 | Valle Nevado | Snowboardcross        |

### Weltcup-Gesamtplatzierungen
| Saison    | Gesamt | Gesamt | Snowboardcross | Snowboardcross | Parallel | Parallel | Parallel-Riesenslalom | Parallel-Riesenslalom | Parallelslalom | Parallelslalom |
| Saison    | Punkte | Platz  | Punkte         | Platz          | Punkte   | Platz    | Punkte                | Platz                 | Punkte         | Platz          |
| --------- | ------ | ------ | -------------- | -------------- | -------- | -------- | --------------------- | --------------------- | -------------- | -------------- |
| 1997/98   | 14     | 127.   | -              | -              | -        | -        | -                     | -                     | -              | -              |
| 1998/99   | 17     | 127.   | -              | -              | -        | -        | -                     | -                     | -              | -              |
| 1999/2000 | 69     | 90.    | 140            | 71.            | 140      | 53.      | 140                   | 53.                   | -              | -              |
| 2000/01   | 386    | 25.    | 1680           | 13.            | -        | -        | -                     | -                     | 1477           | 24.            |
| 2001/02   | -      | -      | 1170           | 15.            | 1477     | 6.       | 3090                  | 12.                   | 300            | 33.            |
| 2002/03   | 411    | 3.     | 1310           | 10.            | 3577     | 14.      | -                     | -                     | -              | -              |
| 2003/04   | 258    | 7.     | 1720           | 14.            | 1124     | 30.      | -                     | -                     | -              | -              |
| 2004/05   | -      | -      | 796            | 30.            | 1379     | 24.      | -                     | -                     | -              | -              |
| 2005/06   | 3030   | 17.    | 2560           | 7.             | 470      | 39.      | -                     | -                     | -              | -              |
| 2006/07   | 1063   | 62.    | 335            | 31.            | 728      | 31.      | -                     | -                     | -              | -              |
| 2007/08   | 1086   | 75.    | 1006           | 25.            | 80       | 60.      | -                     | -                     | -              | -              |
| 2008/09   | 1578   | 47.    | 1578           | 15.            | -        | -        | -                     | -                     | -              | -              |
| 2009/10   | 784    | 95.    | 784            | 26.            | -        | -        | -                     | -                     | -              | -              |